# 葛天氏
葛天氏（かってんし）は、古代中国の伝説上の帝王の名。伏羲の号を継ぎ、治めずして治まった時代の帝王とされる。葛の茎を煮て繊維を抽出し、三つの束を撚り併せて糸や縄を創り、衣を創ったと伝えられる。日本の江戸時代には、昌平坂学問所において、縄、衣、歌、舞の発明者の名として講談された、また、塙保己一によって日本列島における葛縄、衣、歌舞に係る古文書が群書類従に編纂され、その伝説は温故堂で和学としても講談された。

## 縄や衣の発明伝説
- 『黄帝内経』

遠古時期，先人們用葛藤搭建葛棚居住，編織葛床睡眠，用葛繊維紡縄織布，編葛鞋

## 歌舞の発明
- 『詩経』国風・王風・菜葛

彼菜葛兮、一日不見、如三月兮。彼采蕭兮、一日不見、如三秋兮。彼采艾兮、一日不見、如三歳兮
- 『呂氏春秋』古楽篇

昔葛天氏之楽、三人摻牛尾、投足以歌八闋
- 『呂氏春秋』古楽篇

一曰載民、二曰玄鳥、三曰遂草木、四曰奮五穀、五曰敬天常、六曰見帝功、七曰依地徳、八曰総禽獣之極
- 『史記』司馬相如列伝

聴葛天氏之歌、千人唱、万人和、山峰為之震動、川洛為之蕩波

## 称号
- 『呂氏春秋』

葛天氏三皇時君号也
- 『帝王世紀』

有巣氏之后有葛天氏等、皆襲伏羲之号
- 『風俗通義』

葛氏、古葛天之后

## 葛天氏に触れた作品
陶淵明の『五柳先生伝』には以下の一節がある。
酣觴賦詩 以楽其志 無懐氏之民歟 葛天氏之民歟（酒に酔って詩をうたい、その志を楽しむ。無懐氏の民か、葛天氏の民のようではないか）
ここでは葛天氏は無懐氏と並んで、おおらかな暮らしを楽しむ理想的な人民として描かれている。
この記述を受けて、陶淵明の時代から1500年ほど下った大正期の日本の作家徳冨蘆花は、1913年の著書の中で、純朴な暮らしを営む人を表現するのに葛天氏を引き合いに出している。
御維新後四十五年、帝都を離るゝ唯三里、加之二十歳の若い女に、まだ斯様な葛天氏無懐氏の民が居ると思えば